# Auguste Herbin
Auguste Herbin (Quiévy, 29 april 1882 – Parijs, 31 januari 1960) was een Frans kunstschilder.

## Biografie
Herbin studeerde tekenen op de École des Beaux-Arts in Rijsel van 1898 tot 1901. Daarna vertrok hij naar Parijs.
De invloed van het impressionisme en het postimpressionisme is te zien in zijn schilderijen die hij liet zien op een tentoonstelling in de Salon des Indépendants in 1906. Het kubisme kwam steeds meer naar voren, vooral na 1909 in de Le Bateau-Lavoir studio's. Hier ontmoette hij Pablo Picasso, Georges Braque en Juan Gris. Hij was ook bevriend met de Duitse kunstcriticus en verzamelaar Wilhelm Uhde. Het werk van Auguste Herbin werd tentoongesteld in dezelfde ruimte als dat van Jean Metzinger, Albert Gleizes en Fernand Léger in de Salon des Indépendants in 1910 en in 1912 in de Section d'or.
Nadat Herbin in 1917 zijn eerste abstracte schilderijen maakte, kwam hij in contact met Léonce Rosenberg die na de Eerste Wereldoorlog deel uitmaakte van een groep kunstenaars in de Galerie de l'Effort Moderne. Zijn werken werden er tentoongesteld in 1918 en 1921. Het kubisme, met elementaire geometrische vormen als de cirkel, de driehoek, de rechthoek en het trapezium, werd na 1926 zijn kenmerkende stijl. In 1931 was hij met onder anderen Georges Vantongerloo oprichter van de kunstenaarsgroep Abstraction-Création in Parijs. In dat jaar werd hij ook redacteur van het tijdschrift abstraction, création, art non figuratif.
In 1946 was hij een van de oprichters van de op geometrische abstractie gerichte Salon des Réalités Nouvelles, waarvan hij in 1955 president werd. Hij ontwikkelde het alphabet plastique dat op een letterstructuur berust. In 1949 publiceerde hij L'art non-figuratif non-objectif, waarin hij zijn eigen kleurentheorie ontvouwde, gebaseerd op de kleurenleer van Goethe.
In 1953 raakte zijn rechter lichaamshelft verlamd, waardoor hij alleen nog met de linkerhand kon schilderen. Zijn achternicht, de kunstenares Geneviève Claisse (1935-2018), werd zijn assistente. Na zijn plotselinge overlijden op 77-jarige leeftijd bezat zij de intellectuele rechten van de artistieke nalatenschap van Herbin.

## Werk
- The House Near the Bridge[1]
- Composition
- Coloured Wood Relief (1921)
- Bowls Players (1923)
- Etoile, 1948[2]
- Dorpsgezicht, 1911

## Musea
Werken van Auguste Herbin bevinden zich in diverse musea voor moderne kunst, onder andere in:
- Musée Matisse, Le Cateau-Cambrésis (Noord-Frankrijk)
- National Galleries of Scotland, Edinburgh
- Musée d'Art Moderne de Céret, Céret
- Hood Museum of Art, New Hampshire
- Kröller-Müller Museum, Otterlo
- Musée des Beaux-Arts, Valenciennes
- Museum of Modern Art, New York
- Philadelphia Museum of Art, Philadelphia
- Koninklijke Musea vor Schone Kunsten, Brussel
- Tate Gallery, Londen
- Von der Heydt-Museum, Wuppertal
- Museum de Fundatie, Zwolle